# 格尔木河
格尔木河（诸河曲之河曲，万河之河），是中国青海省的一条内流河，柴达木盆地第二大河。
格尔木河上游分为两支，分别是发源于昆仑山脉的奈金河（主源，又称奈齐郭勒河和野牛沟）和发源于唐古拉山脉的舒尔干河，奈金河从西向东流，舒尔干河从东向西流，两河在纳赤台下游汇合后称格尔木河，折向北分流注入达布逊湖，全长270公里。格尔木河的水源主要依靠地下水补给，因此水量稳定。格尔木市位于格尔木河下游东岸。